# 오카야마현 제5구
오카야마현 제5구(일본어: 岡山県第5区)는 일본의 중의원 선거구이다. 1994년 공직선거법이 개정되면서 신설되었다.

## 지역
- 가사오카시
- 이바라시
- 소자시
- 다카하시시
- 니미시
- 마니와시 (구 호쿠보정 지역)
- 구라시키시 (구 후나오정, 마비정 지역)
- 아사쿠치시
- 아사쿠치군
- 오다군
- 가가군 (구 가요정 지역)

## 역대 국회의원
- 무라다 요시타카(소속 정당: 자유민주당, 임기: 1996년 ~ 2009년)

- 가토 가쓰노부(소속 정당: 자유민주당, 임기: 2009년 ~ 현재)